# Ултимо (Болцано)
Ултимо је насеље у Италији у округу Болцано, региону Трентино-Јужни Тирол.
Према процени из 2011. у насељу је живело 27 становника. Насеље се налази на надморској висини од 1435 м.